# Viscosímetro
Un viscómetro (denominado también viscosímetro) es un instrumento empleado para medir la viscosidad y algunos otros parámetros de flujo de un fluido. Fue Isaac Newton el primero en sugerir una fórmula para medir la viscosidad de los fluidos, postuló que dicha fuerza correspondía al producto del área superficial del líquido por el gradiente de velocidad, además de producto de una coeficiente de viscosidad. En 1884 Jean Léonard Marie Poiseuille mejoró la técnica estudiando el movimiento de líquidos en tuberías.
Las pipetas de cristal pueden llegar a tener una reproducibilidad de un 0,1% bajo condiciones ideales, lo que significa que puede sumergirse en un baño no diseñado inicialmente para la medida de la viscosidad, con altos contenidos de sólidos, o muy viscosos. Los viscosímetros tienen una base teórica que, en un principio, garantiza poder medir la viscosidad de cualquier fluido debido a la resistencia que sus fuerzas moleculares generan ante diferentes procesos, como la rotación de palas o escurrir por un orificio de una medida controlada. No obstante, es imposible emplearlos con precisión en la determinación de la viscosidad de los fluidos no-newtonianos, lo cual es un problema ya que la mayoría de los líquidos interesantes tienden a comportarse como fluidos no-newtonianos. Hay métodos estándares internacionales para realizar medidas con un instrumento capilar, tales como el ASTM D445.

## Viscosímetros de Rotación

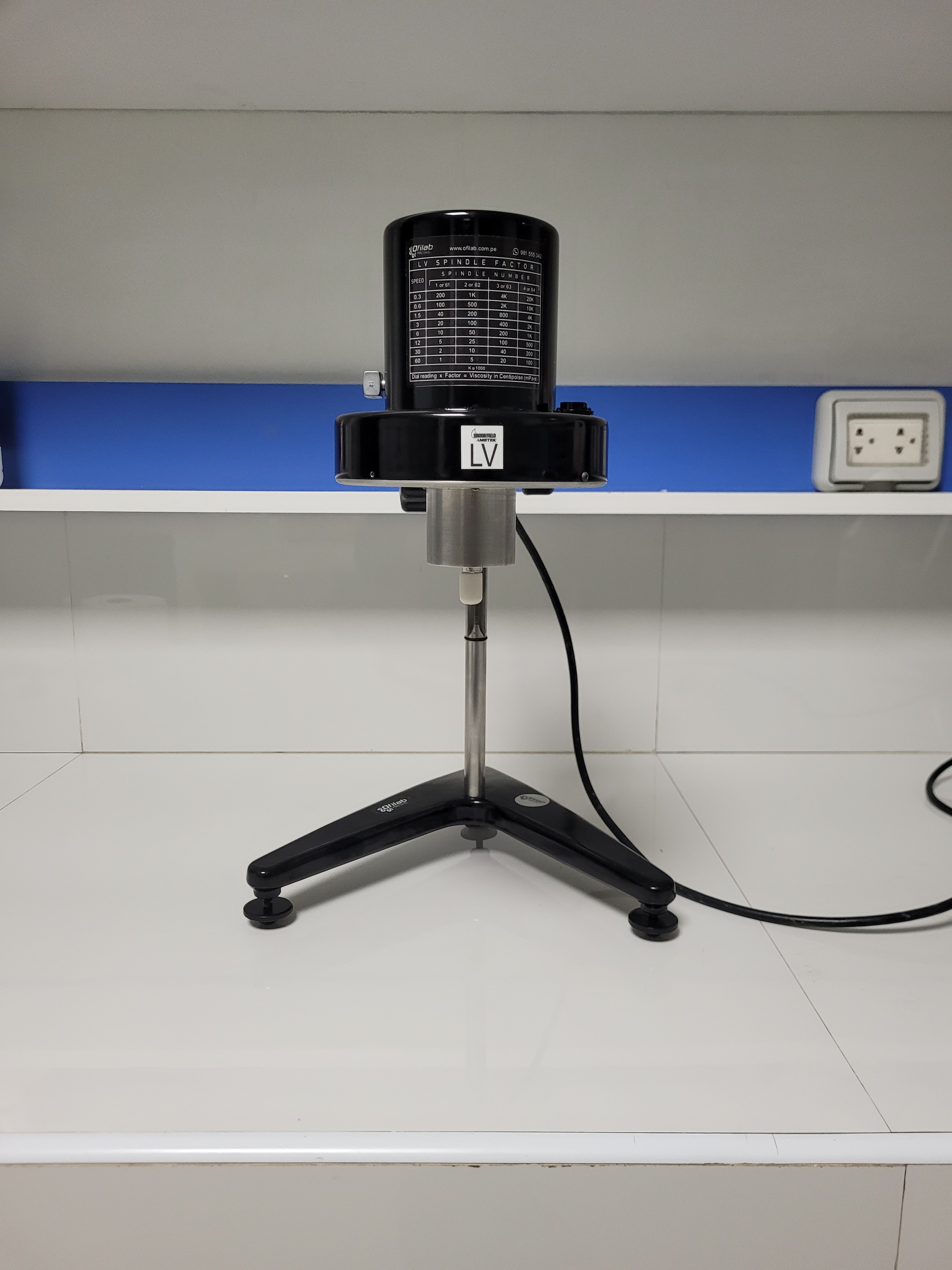
Viscosímetro rotacional Brookfield

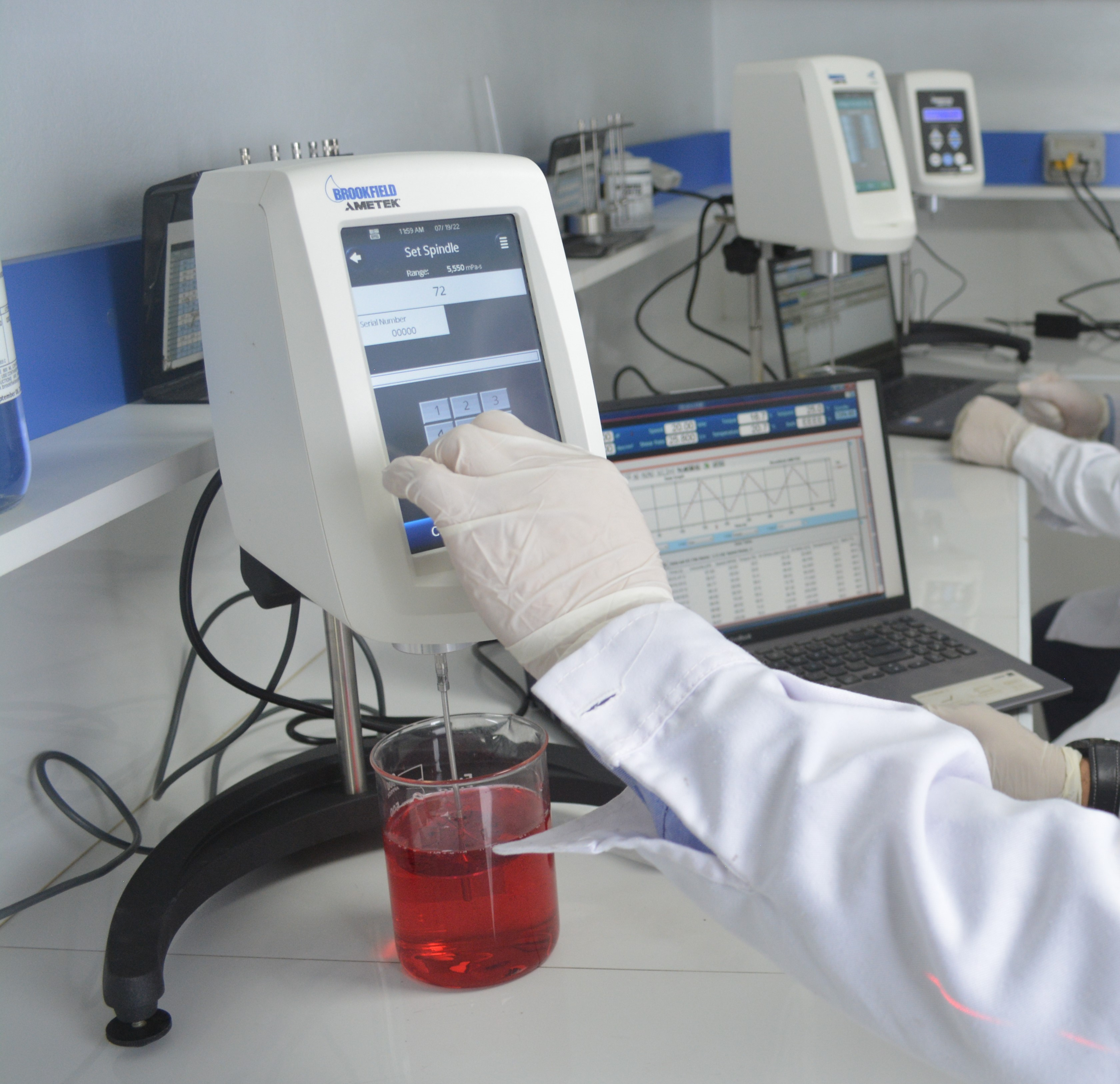
Viscosímetro DVNext Brookfield + Software RheocalT

Los viscosímetros de rotación emplean la idea de que la fuerza requerida para rotar un objeto inmerso en un fluido puede indicar la viscosidad del fluido. Algunos de ellos son:
- El más común de los viscosímetros de rotación son los del tipo Brookfield que determinan la fuerza requerida para rotar un disco o lentejuela en un fluido a una velocidad conocida. El vicosímetro de 'Cup and bob' que funcionan determinando el torque requerido para lograr una cierta rotación. Hay dos geometrías clásicas en este tipo de viscosímetro de rotación, conocidos como sistemas: "Couette" o "Searle".

- 'Cono y plato' los viscómetros emplean un cono que se introduce en el fluido a una muy poca profundidad en contacto con el plato.

- El viscosímetro Stormer. Es un dispositivo rotatorio empleado para determinar la viscosidad de las pinturas, es muy usado en las industrias de elaboración de pintura. Consiste en una especie de rotor con paletas tipo paddle que se sumerge en un líquido y se pone a girar a 200 revoluciones por minuto, y se mide la carga del motor para hacer esta operación. La viscosidad se encuentra en unas tablas ASTM D 562, que determinan la viscosidad en unidades Krebs. El método se aplica a pinturas tanto de cepillo como de rollo.

### Viscosímetro Stabinger
Al modificar el viscosímetro giratorio de tipo Couette clásico es posible combinar la precisión de la determinación de viscosidad cinemática con un amplio rango de medición.
El cilindro externo del viscosímetro Stabinger es un tubo que gira a una velocidad constante dentro de una carcasa de cobre con temperatura controlada. El cilindro hueco interno –con forma de rotor cónico– es específicamente más liviano que las muestras llenadas y, por lo tanto, flota libremente dentro de ellas, centrado por fuerzas centrífugas. De este modo, se evita completamente toda fricción de los cojinetes; un factor inevitable en la mayoría de los dispositivos rotativos. Las fuerzas de cizallamiento del fluido en rotación impulsan el rotor, mientras que un imán dentro del rotor forma un freno de corriente inducida con la carcasa de cobre alrededor. Se establece una velocidad equilibrada del rotor entre las fuerzas de impulso y retraso, que es una medida inequívoca de la viscosidad dinámica. La medición de velocidad y torque se implementa sin contacto directo mediante un sensor de efecto Hall que cuenta la frecuencia del campo magnético rotativo. Esto permite una resolución de torque de alta precisión de 50 pN·m y un amplio rango de medición que se extiende desde 0,2 hasta 30.000 mPa·s con un único sistema de medición.
Una medición de densidad incorporada basada en el principio de tubo en forma de «U» oscilante (véase también en inglés en:Oscillating U-tube) permite determinar la viscosidad cinemática de la viscosidad dinámica medida empleando la relación de algún objeto.
{\displaystyle \nu ={\frac {\eta }{\rho }}}
donde:
- {\displaystyle {\nu }}   es la viscosidad cinemática  (mm²/s)
- {\displaystyle {\eta }}   es la viscosidad dinámica (mPa.s)
- {\displaystyle {\rho }}   es la densidad  (g/cm³)

## Viscosímetros de Vibración
Los Viscosímetros que vibran son sistemas rugosos usados para medir viscosidad en las condiciones de proceso. La pieza activa del sensor es una barra que vibra. La amplitud de la vibración varía según la viscosidad del líquido en el cual se sumerge la barra. Estos son convenientes para medir los líquidos fluidos y de gran viscosidad (hasta 1.000.000 cP). Actualmente, muchas industrias alrededor del mundo consideran estos viscosímetros como el sistema más eficiente para medir la viscosidad, puesta en contraste con los viscosímetros rotatorios, que requieren más mantenimiento, inhabilidad de medir el estorbar del líquido, y calibración frecuente después de uso intensivo. Los viscosímetros de vibración no tienen ninguna pieza móvil, ningunas piezas débiles y las piezas sensibles son muy pequeñas.